# Пояна-Рекіцелій
Пояна-Рекіцелій (рум. Poiana Răchițelii) — село у повіті Хунедоара в Румунії. Входить до складу комуни Чербел.
Село розташоване на відстані 312 км на північний захід від Бухареста, 30 км на південний захід від Деви, 140 км на південний захід від Клуж-Напоки, 103 км на схід від Тімішоари.

## Населення
За даними перепису населення 2002 року у селі проживали 165 осіб, усі — румуни. Усі жителі села рідною мовою назвали румунську.